# Ramleh
Ramleh est un groupe de musique expérimentale britannique formé en 1982 à Croydon, près de Londres. La formation actuelle du groupe comprend Gary Mundy, membre permanent, Anthony di Franco et Stuart Dennison. Faisant partie de la scène anglaise des power electronics et de la musique industrielle au début des années 1980, Ramleh a produit du rock plus traditionnel et psychédélique dans ses dernières productions.

## Histoire
Le groupe a été formé par Gary Mundy en 1982 dans le contexte de la scène power electronics du début des années 1980 qui comprenait des artistes tels que Whitehouse et Sutcliffe Jügend. La cassette 21/5/62/82 du groupe est sortie en 1982 et était intitulée en référence à l'exécution du criminel de guerre nazi Adolf Eichmann. Ramleh a enregistré quatre autres sorties sur cassette en 1982 : Onslaught, Live to Theresienstadt, Live New Force et Live Phenol . Live McCarthy, Live at Moden Tower le 10/12/1983 et Live at Prossneck le 10/01/83, A Return to Slavery et The Hand of Glory EP ont été ajoutés au catalogue du groupe en 1983. Cela a été suivi par une série de sorties de cassettes en 1983. Bien que Ramleh se soit dissous en 1984, le label de Mundy, Broken Flag, a continué à publier de la musique sous le nom Ramleh.
Après avoir sorti la cassette Hole in the Heart et quelques disques sous le pseudonyme de Ramleh en 1987, Mundy reforme le groupe en 1989 avec Philip Best. Les retrouvailles ont été suivies par l'album Grudge for Life en 1989. Inspiré par le groupe de rock expérimental Skullflower de Mundy, le groupe a commencé à incorporer des influences rock dans ses disques, en commençant par Blowhole en 1991. Après avoir sorti Caught From Behind, un split avec l'artiste italien MTT, et Crystal Revenge, les membres de Skullflower Anthony di Franco et Stuart Dennison, respectivement bassiste et batteur, ont rejoint le groupe. Ce nouveau line-up sort Homeless en 1994. Le groupe a continué à sortir des disques de rock à la fin des années 1990, dont Adieu, All You Judges et Be Careful What You Wish For en 1995, et Works III en 1996. Après avoir publié Boeing, Mundy a dissous Ramleh pour la deuxième fois.

## Style musical et imagerie
Les premiers enregistrements de Ramleh sont qualifiés de power electronics et de musique bruitiste,,. Néanmoins, dans les années 1990, le groupe a commencé à expérimenter des structures de musique rock plus traditionnelles. Les œuvres plus traditionnelles du groupe sont communément qualifiées de « noise rock »,. Frances Morgan de The Quietus a décrit la musique du groupe à cette époque comme « un brin brutal et abject de rock psychédélique sombre », tandis que des albums tels que Works III et Boeing étaient étiquetés comme « du noise rock lourd et psychédélique »."  Skullflower et Butthole Surfers ont influencé ces œuvres. Le premier album de Ramleh après les retrouvailles de 2009 symbolise un retour aux sources power electronics du groupe et est comparé aux œuvres de l'artiste de japanoise Merzbow,, bien que le groupe conserve son instrumentation rock, produisant de la musique dans les deux genres.
À ses débuts, Ramleh flirtait avec l’imagerie nazie et fasciste pour sa valeur choc, comme d’autres groupes de la scène musicale industrielle,. Néanmoins, Mundy et Best ont depuis abandonné cette pratique et l'ont désavouée, niant toute affiliation à des groupes haineux.

## Membres du groupe
Membres actuels
- Gary Mundy – chant, guitare, synthétiseurs, électronique (1982-1984, 1987, 1989-1997, depuis 2009)
- Antoine di Franco – basse, claviers, électronique, chant (1993-1997, depuis 2009)
- Stuart Dennison – batterie (1993-1997, 2015-présent)
- Martyn Watts – batterie (depuis 2009)

Anciens membres
- Bob Strudwick – chant, basse, synthétiseurs (1982-1983)
- Jerome Clegg – chant, synthétiseurs (1983-1984)
- Stefan Jaworzyn – guitare (1988)
- Matthew Bower – guitare, électronique (1987-1988)
- Philippe Best – chant, claviers, synthétiseurs (1989-1997, 2019)
- Stuart Rossiter – deuxième guitare (1994-1995)
- Sarah Frœlich – claviers, synthétiseurs (2019)

## Discographie
Albums studio
- A Return to Slavery (1983)
- Grudge for Life (1989)
- Blowhole (1991)
- Caught From Behind (1990)
- Crystal Revenge / Paid In Hull (1991)
- Shooters Hill (1992)
- Homeless (1994)
- Adieu, All You Judges (1995)
- Be Careful What You Wish For (1995)
- Works III (1996)
- Boeing (1997)
- Too Many Miles (2002)
- Valediction (2009)
- Live Valediction (2013)
- Circular Time (2015)
- The Great Unlearning (2019)

Demos et cassettes
- Onslaught (1982)
- 31/5/62/82 (1982)
- Live to Theresienstadt (1982)
- Live New Force (1982)
- Live Phenol (1982)
- Live Prossneck, 1/10/83 (1983)
- Live at Moden Tower, 12/10/983 (1983)
- Live McCarthy (1983)
- 104 Weeks (1984)
- As I Have Won  (1984)
- Awake! (1985)
- Nerve (1986)
- Hole in the Heart (1987)
- Pumping (1987)
- Tomorrow We Live
- A Penis Tense Not Penitence
- Soundcheck Changeling (1994)
- Airborne Babel (1995)
- Live 1983 (1995)

EP et singles
- La main de la gloire EP (1983)
- Slammers (1990)
- Loser Patrol (1992)
- Say Fuck (1993)
- 8 Ball Corner Pocket (1993)
- Welcome (1994)
- Dicey Opera (1995)
- Switch Hitter (2009)
- Guideness EP (2011)

Compiles
- We Created It, Let's Take It Over Vol. I (1995)
- We Created It, Let's Take It Over Vol. II (1995)
- We Created It, Let's Take It Over Vol. III (1995)